# Saturday (稻葉浩志單曲)
〈Saturday〉是日本音樂組合B'z的主唱稻葉浩志的歌曲。於2014年7月30日作為數位限定單曲由VERMILLION RECORDS發行。

## 概要
- 與前作「Stay Free」睽違約3個月的單曲。
- 同曲6月在東京・品川Stellar Ball（日语：エプソン アクアパーク品川）舉行的SOLO演唱會『Koshi Inaba LIVE 2014 〜en-ball〜』10公演中被作為謝幕曲SE使用。由於收到許多來自粉絲的音源化要求，而決定數位發行[1]。

## 收錄曲
1. (4:23)
PV製作了演唱會的簡集影像。
成為了在『Koshi Inaba LIVE 2016 〜enIII〜』上的開場曲。
於影像作品『Koshi Inaba LIVE 2016 〜enIII〜』的小冊子中刊登了歌詞[注 1]。

## 腳註

### 出典
1. ↑  . ORICON MUSIC (Oricon). 2014-07-30  [2020-01-19]. （原始内容存档于2019-12-11）.
2. ↑  . Music.jp. MTI.   [2016-10-06]. （原始内容存档于2019-02-16）.